# Dicerca spreta
Dicerca spreta är en skalbaggsart som först beskrevs av Hippolyte Louis Gory 1841.  Dicerca spreta ingår i släktet Dicerca och familjen praktbaggar. Inga underarter finns listade i Catalogue of Life.